# 馬永玲
馬永玲（1955年10月26日—），台灣企業人士。出身元大馬家，在家排行老三，長兄即是馬志玲，1976年被挖掘參與瓊瑤電影《我是一片雲》的拍攝，之後以業餘演員的身份參與《一顆紅豆》、《月朦朧鳥朦朧》、《金盞花》等電影的演出，曾與當年紅極一時的「二秦二林」秦漢、秦祥林、林青霞、林鳳嬌合演。
1980年成立自己的電影公司，但沒過多久就揮別演藝圈，便投身家族企業領域，並在香港、上海創辦自己的獨立事業，並以香港海灣電子名義，陸續在上海、山東、河北投資設立4家二極管半導體公司。
2011年，在香港上市的中國石化公司「東方明珠」大股東黃坤出售7.1億股股票，馬永玲收購了5.6億股，躍居東方明珠第二大股東。
2021年3月，被控與正泰旅行社老董洪清陽集資上億元，透過元大證券前業務部副總許國樑操縱股價，台北地檢署依違反證交法搜索約談相關人士到案說明。